# Virginie Lagoutte-Clément
Virginie Lagoutte-Clément (Montélimar, 2 februari 1979) is een Franse golfprofessional.

## Amateur

### Gewonnen
- 2002: Frans amateurkampioenschap
- 2003: Europees amateurkampioenschap

## Professional
Lagoutte werd professional op 22 november 2003. Ze haalde haar diploma om les te mogen geven maar wilde eerst uitproberen of ze goed genoeg was om met spelen geld te verdienen. Ze speelt sinds 2003 op de Ladies European Tour en heeft inmiddels drie toernooien gewonnen.
In 2005 behaalde zij haar eerste touroverwinning met het KLM Open op de Kennemer Golf & Country Club door de play-off tegen Eleanor Pilgrim uit Wales te winnen.
 In 2006 won zij de Finnair Masters.
 In 2007 speelde zij goed maar won niets. Ze werd tweede op het KLM Open en de EMAAR-MGF Ladies Masters en eindigde op de elfde plaats van de Order of Merit.
Sébastien Clément was zeven jaar lang haar caddie voordat ze in 2006 met hem trouwde. Op 15 mei 2008 kregen ze een dochter, Victoria, waarna zij 6 maanden verlof nam. In 2010 behaalde zij weer een overwinning en eindigde op de 6de plaats van de Order of Merit.

### Gewonnen
- 2005: KLM Open op de Kennemer Golf & Country Club
- 2006: Finnair Masters
- 2010: Ladies Scottish Open op de Archerfield Fidra Links

### Teams
- World Cup: 2008 (5de met Gwladys Nocera)